# Huawei AppGallery
Huawei AppGallery (abreviado AppGallery) é um gerenciador de pacotes e plataforma de distribuição de aplicativos ou loja de aplicativos, desenvolvido pela Huawei Technologies Co., Ltd. para o sistema operacional Android de código aberto desenvolvido pelo Google, HarmonyOS da Huawei e Microsoft Windows 11. AppGallery é usado por 420 milhões de usuários ativos em 700 milhões de dispositivos Huawei.
Huawei AppGallery, lançado em 2011 na China e 2018 em todo o mundo, está pré-instalado com todos os novos dispositivos móveis Huawei. Quando os novos dispositivos da Huawei perderam o acesso ao Google Mobile Services (GMS) e outros aplicativos do Google devido à guerra comercial China-Estados Unidos em maio de 2019, a empresa não pôde usar os serviços do Google em alguns de seus novos telefones, especialmente o Mate 30, e começou a liberar seus telefones usando apenas AppGallery, e seus próprios Huawei Mobile Services (HMS) sem GMS, Google Play Store e todos os outros aplicativos do Google instalados neles.
Desde 2020, AppGallery atingiu 350 bilhões de downloads de aplicativos. Desde 2020, AppGallery tinha 490 milhões de usuários em mais de 170 países e regiões, e quase 1,6 milhão de desenvolvedores.
Desde 1 de março de  2021, A AppGallery tem mais de 530 milhões de usuários ativos e um aumento anual de 83% na distribuição no aplicativo.